# دروموهار
دروموهار (به بلغاری: Drumohar) یک منطقهٔ مسکونی در بلغارستان است که در شهرستان نوستینو واقع شده‌است.